# Tical
Tical is het eerste soloalbum van de Amerikaanse rapper Method Man. Het kwam uit in 1994 en was het eerste soloalbum van een lid van de Wu-Tang Clan sinds het debuutalbum van de groep, Enter the Wu-Tang (36 Chambers) uit 1993.

## Tracklist
| 1.                 | Tical                                                                                   | Method Man                                                                | RZA                           | 3:57 |
| 2.                 | Biscuits                                                                                | Method Man                                                                | RZA                           | 2:50 |
| 3.                 | Bring the Pain                                                                          | Method Man                                                                | RZA                           | 3:10 |
| 4.                 | All I Need                                                                              | Method Man                                                                | RZA                           | 3:16 |
| 5.                 | What the Blood Clot                                                                     | Method Man                                                                | RZA                           | 3:25 |
| 6.                 | Meth vs. Chef (featuring Raekwon)                                                       | Method Man, Raekwon                                                       | RZA                           | 3:36 |
| 7.                 | Sub Crazy                                                                               | Method Man                                                                | RZA, 4th Disciple, Method Man | 2:14 |
| 8.                 | Release Yo' Delf (featuring Blue Raspberry)                                             | Method Man, Blue Raspberry                                                | RZA                           | 4:15 |
| 9.                 | P.L.O. Style (featuring Carlton Fisk)                                                   | Method Man, Carlton Fisk                                                  | RZA, 4th Disciple, Method Man | 2:36 |
| 10.                | I Get My Thang in Action                                                                | Method Man                                                                | RZA                           | 3:46 |
| 11.                | Mr. Sandman (featuring RZA, Inspectah Deck, Streetlife, Carlton Fisk en Blue Raspberry) | Method Man, RZA, Inspectah Deck, Streetlife, Carlton Fisk, Blue Raspberry | RZA                           | 3:38 |
| 12.                | Stimulation                                                                             | Method Man                                                                | RZA                           | 3:46 |
| 13.                | Method Man (Remix)                                                                      | Method Man                                                                | RZA                           | 3:16 |
| Totale duur: 43:49 |                                                                                         |                                                                           |                               |      |

## Hitlijsten
| Lijst                  | Hoogste positie |
| ---------------------- | --------------- |
| Billboard 200          | 4               |
| Canadian Albums Chart  | 50              |
| Top R&B/Hip Hop Albums | 1               |